# DiscReet Records
La DiscReet Records è un'etichetta discografica statunitense fondata dal musicista Frank Zappa e dal suo manager Herb Cohen nel 1973. Prese il posto di Bizarre Records e Straight Records, a loro volta di proprietà di Zappa e Cohen, etichette i cui contratti di distribuzione discografica con la Warner Bros. Records erano scaduti quello stesso anno. Anche il contratto di distribuzione della DiscReet fu firmato con la Warner. Il nome deriva dalla parola "disco" e dal segnale discreto utilizzato per incidere dischi in vinile in quadrifonia, noto anche come "Compatible Discrete 4", "CD-4" o "Quadradisc".
La DiscReet pubblicò molti album di Frank Zappa e delle sue Mothers of Invention tra il 1973 e il 1979. L'intenzione iniziale di Zappa era quella di pubblicare gli album contemporaneamente col tradizionale sistema stereofonico e con quello quadrifonico. Riuscì nell'intento con gli album Over-Nite Sensation e Apostrophe ('), ma l'idea fu abbandonata dopo le registrazioni di Roxy & Elsewhere e One Size Fits All, le cui versioni quadrifoniche non furono mai pubblicate.
Altri importanti album che uscirono per la DiscReet furono gli ultimi due che Ted Nugent registrò con The Amboy Dukes, prima di iniziare la carriera solista, ed alcuni di Tim Buckley. Nel 1976, Zappa e Cohen posero fine al loro sodalizio per dissidi finanziari. Nello stesso periodo iniziarono i dissapori anche tra Zappa e la Warner, che portarono alla chiusura della DiscReet nel 1979 dopo che la Warner aveva pubblicato gli album di Zappa Studio Tan, Sleep Dirt, e Orchestral Favorites senza la sua autorizzazione. In particolare, il musicista contestò che questi tre album erano stati pubblicati senza gli accrediti in copertina degli autori e del personale di produzione; non aveva inoltre approvato i disegni di copertina del grafico Gary Panter.
Zappa fondò poi nel 1979 la Zappa Records e nel 1981 la Barking Pumpkin Records, le quali non avevano a che fare con Herb Cohen e con la stessa DiscReet. I dischi di Zappa per la DiscRreet furono poi ripubblicati per un breve periodo dalla Reprise Records, mentre sono pubblicati su CD dalla Rykodisc a partire da fine anni ottanta.

## Lista di musicisti della DiscReet Records
- Christopher Bond
- Tim Buckley
- Denis Bryant (aka Bryant Sterling)
- Kathy Dalton
- Growl
- Keith
- Ted Nugent e The Amboy Dukes
- Brenda Patterson
- Whiz Kids
- Frank Zappa e le Mothers of Invention